# Kreis Diedenhofen-Ost
| Basisdaten                       | Basisdaten                  |
| -------------------------------- | --------------------------- |
| Bundesstaat                      | Reichsland Elsaß-Lothringen |
| Bezirk                           | Lothringen                  |
| Verwaltungssitz                  | Diedenhofen                 |
| Fläche                           | 677 km² (1910)              |
| Einwohner                        | 62.980 (1910)               |
| Bevölkerungsdichte               | 93 Einw./km² (1910)         |
| Gemeinden                        | 76 (1910)                   |
| Lage des Kreises Diedenhofen-Ost |                             |
|                                  |                             |

Der Kreis Diedenhofen-Ost war von 1901 bis 1920 ein deutscher Landkreis im Bezirk Lothringen des Reichslandes Elsaß-Lothringen. Das Gebiet des Kreises liegt heute im Wesentlichen im Arrondissement Thionville des französischen Départements Moselle.

## Geschichte
Nachdem Elsaß-Lothringen durch den Frankfurter Friedensvertrag an das Deutsche Reich gefallen war, bestand seit 1871 der Kreis Diedenhofen. Dieser Kreis wurde 1901 in die beiden Kreise Diedenhofen-Ost und Diedenhofen-West aufgeteilt. Diedenhofen blieb Kreisstadt für beide Kreise. Nach dem Ende des Ersten Weltkrieges wurde der Kreis 1918 von Frankreich besetzt, kam am 17. Oktober 1919 unter französische Verwaltung und gehörte mit dem Inkrafttreten des Versailler Vertrages am 10. Januar 1920 als Arrondissement Thionville-Est dem französischen Staat an.
Im Zweiten Weltkrieg stand Elsaß-Lothringen von 1940 bis 1944 unter deutscher Besatzung. Während dieser Zeit bildete das Gebiet des Arrondissements Thionville-Est zunächst den Landkreis Diedenhofen-Ost. Am 1. Dezember 1940 wurde der Landkreis mit dem Nachbarkreis Diedenhofen-West wieder zu einem Landkreis Diedenhofen zusammengeschlossen. Das Kreisgebiet wurde nicht im völkerrechtlichen Sinne annektiert, sondern war Teil des CdZ-Gebiets Lothringen. Dieses war dem Gauleiter für den Gau Saarpfalz (ab 1942 Westmark) in Saarbrücken unterstellt. Zwischen November und Dezember 1944 wurde das Kreisgebiet durch alliierte Streitkräfte besetzt und an Frankreich zurückgegeben. Von Frankreich wurden wieder die beiden Vorkriegs-Arrondissements Thionville-Est und Thionville-Ouest eingerichtet.

## Kreisdirektoren
Die Landräte im Reichsland trugen die Amtsbezeichnung Kreisdirektor.
1901–190700Alexander von der Goltz (1832–1912)
1907–191000Richard Schlössingk
1910–191800Chlodwig Ullersperger

## Gemeinden
Im Jahre 1910 umfasste der Kreis Diedenhofen-Ost 76 Gemeinden. Durch kaiserliche Verordnung vom 2. September 1915 wurde der Name der Gemeinde Fixem amtlich in Fixheim geändert.
| - Apach - Beiern - Berg - Bertring - Bettsdorf - Bidlingen - Breisdorf - Büdingen - Buß - Bust - Diedenhofen - Diesdorf - Elsingen - Endorf - Entringen - Escheringen - Ewringen - Fixem (ab 1915 Fixheim) - Flasdorf | - Garsch - Gauwies - Grindorf - Großhettingen - Hagen - Homburg-Bidingen - Hüntingen - Illingen - Inglingen - Kanfen - Kattenhofen - Kedingen - Kemplich - Kerlingen - Kirchnaumen - Kirsch bei Sierck - Königsmachern - Künzig - Laumesfeld | - Launsdorf - Lüttingen - Mallingen - Mandern - Merschweiler - Metzeresch - Metzerwiese - Mondorf - Monhofen - Monneren - Montenach - Niederginingen - Niederham - Niederjeutz - Niederkontz - Nieder-Rentgen - Oberjeutz - Oberkontz - Oetringen | - Püttlingen - Reimelingen - Rettel - Ritzingen - Rodemachern - Rörchingen - Rüsdorf - Rüttgen - Sentzich - Sierck - Suftgen - Terwen - Udern - Waldweisdorf - Waldwiese - Weckringen - Weimeringen - Wollmeringen - Wolsdorf |